# 元中都
元中都遗址位于中國大陸河北省张家口市张北县馒头营乡白城子村（旺兀察都），元朝大德十一年（1307年）建。元中都是继和林、上都、大都后元朝兴建的第四个都城。遗址原称“白城子”。

## 历史
元武宗即位后，元朝政局不稳，为巩固统治，树立权威，控制内外。大德十一年（1307年）六月，继位仅仅10天的元武宗命察乃、塔利赤、萧珍、塔失蛮、黑马、塔剌儿等在兴和路建新都城。经十余万军士、工匠、百姓历时四年的艰辛劳作建成宫城，宫城中宫殿巍峨，金碧辉煌，中心大殿20余米，周围是配殿，如众星拱月。宫城的四个角楼高耸雄峙，尽显皇家气派。元武宗在位四年驾崩，其弟爱育黎拔力八达 (史称元仁宗)年继帝位，马上“罢城中都”，继而降格成了皇家的“行宫”，中都逐渐荒芜。1329年发生了元武宗的两个儿子和世㻋、图帖睦尔兄弟为了争夺帝位，进行了“两都战役”。图帖睦尔邀请和世㻋在中都会见，称交出皇权，自己甘心当太子。和世㻋在哈剌和林登帝位为元明宗，启程南行。在中都，会见了图帖睦尔。中都之行的第六天，和世㻋便在“酒醉”之后“暴崩”。丞相燕铁木儿奉皇帝玺于图帖睦尔。图帖睦尔立即“疾驰而还”上都，六天之后在上都继承帝位为元文宗。此即元明宗在中都被图帖睦尔、燕铁木儿争夺帝位毒酒弑杀，这就是元朝历史上的天历之变（“旺兀察都事件”）。
至正十八年（1358年）红巾军攻打雁北的大同府之后，为迂回元朝的上都，兵过中都时，放火烧毁中都。中都城从此湮没在废墟之中荒芜。
元中都遗址地面虽有城墙残留，因为残墙被风沙打磨发了白，这里一直被称为“白城子”。清乾隆年间修编的《口北三厅志》，将“白城子”误认为牲畜交易场所。20世纪80年代，河北省考古工作者发现白城子村出土的文物以元代为主，而且部分建筑残片为汉白玉螭首，由此推测这里曾经有过元代皇家建筑。1997年，考古专家进行了实地勘察和论证，认定白城子为元中都遗址。随后河北省文物研究所等单位组织考古队对元中都遗址进行了勘探发掘，出土了大量宫殿建筑构件，初步探明了角楼遗址、南门遗址和中心大殿遗址，这一发掘成果列入“1999年全国十大考古新发现之一”。2001年，元中都遗址被批准为第五批国家重点文物保护单位。为保护和展示元中都遗址，经国家文物局批准，元中都国家考古遗址公园于2013年正式开工建设，项目规划建设用地13485亩，总投资3.6亿元。

## 布局
元中都主轴北偏东4°，有3重城垣，分外、皇及宫城。宫城在皇城中部偏北，皇城在外城中部偏北。外城为南北向长方形，周长11800米，用夯土制成。皇城为南北向长方形，周长3400余米，用黄土夯筑。宫城为南北向长方形，砖石砌筑。东西宽607米，南北长548米，东西南北各开一门。南门为两阙三观三门道式建筑，宫城四周建三出阙角楼，无瓮城。宫城附近建有排水涵洞。中都城西北山上筑烽火台。
考古发掘研究证实：元中都遗址是保存最为完整的古城阙遗址之一。遗址从未搞过重复建设，地面上没有任何建筑物，遗址地下基础部分未遭破坏。